# NGC 5009
NGC 5009 é uma galáxia espiral barrada (SBb) localizada na direcção da constelação de Canes Venatici. Possui uma declinação de +50° 05' 35" e uma ascensão recta de 13 horas, 10 minutos e 47,2 segundos.
A galáxia NGC 5009 foi descoberta em 26 de Abril de 1789 por William Herschel.